# Ars musica
Ars musica bezeichnete im Mittelalter die Disziplin der Musik innerhalb des Quadriviums der Artes liberales und war für die mittelalterliche Musikanschauung und ihre Entwicklung von großer Bedeutung.

## Begriff
Im weiteren Sinne bezieht sich Ars auf die wissenschaftliche Erforschung und die manuelle Beherrschung sowie Ausübung der Musik, also auf deren Gesamtgebiet; im engeren Sinne hingegen nur auf die Fertigkeit oder Tätigkeit des Musikers. Wegen dieser doppeldeutigen Begriffsverwendung stimmt der Terminus nicht mit der modernen Vorstellung von Kunst überein. Viele Musikschriftsteller des Mittelalters ersetzten ihn in seiner allgemeinen Bedeutung durch das Wort scientia, in seiner praktischen hingegen durch das Wort usus.

## Entwicklung und Bedeutung
Die antike Musiktheorie hatte die Sphärenharmonie erforscht. Aufbauend auf älteren Modellen hatten Pythagoras und die Pythagoreer den mathematischen Typus der scientia musica entwickelt, dessen Wirkungen bis ins Mittelalter reichten. Dort wurde die ars musica als „Musikwissenschaft“ zunächst in Klöstern, Klosterschulen und Kathedralschulen gelehrt und später in die seit dem 11. und 12. Jahrhundert entstehenden Universitäten aufgenommen. Keine andere Kunst hatte in dieser Zeit eine vergleichbare Position im Kanon des Wissens, denn nur die Musik war durch eine anerkannte Wissenschaft fundiert.
Bei dieser Wissenschaft handelte es sich um theoria, eine Betrachtung naturgegebener Gesetze, die in Tönen hörbar waren und sich als messbare Zahlen und Strukturen darstellen ließen. Diese Gesetze wurden als das wahrhaft Seiende, als Prinzip des Kosmos aufgefasst. Im dualistischen Weltbild stand die Theorie über der Praxis – so wie die Vernunft über dem Körper – und gab die Regeln der „wahren“ Musik im Gegensatz zu schlichtem Singen und Spielen vor. In Platons Staatslehre sollte die Musik im Dienst der Erziehung stehen; ihre gefährlichen Wirkungen auf die Seele mussten kontrolliert werden.
Die Bedeutung des Begriffs ars musica veränderte sich im Laufe der Zeit, da die Musik sich schrittweise aus dem Umkreis der übrigen artes liberales als rein wissenschaftliche Disziplinen befreite und verselbständigte. Der Wandel erfolgte über mehrere unterschiedliche Definitionen dessen, was als Musik verstanden wurde und führte zu einer Annäherung an die Kunstauffassung des modernen Sprachgebrauchs. Am Ende stand die vollständige Befreiung der Musik von den anderen Disziplinen.

## Nachwirkung
Im 20. Jahrhundert war Ars Musica der Titel einer von Gottfried Wolters herausgegebenen Sammlung von Chorstücken. Das fünfbändige Werk erschien von 1962 bis 1971  im  Wolfenbütteler Möseler-Verlag als Folge der Singbewegung. Das Musikwerk für höhere Schulen  vereinte Volkslieder, weltliche und geistliche Chorsätze und war in Schulen und Chören weit verbreitet.